# العلاقات الغيانية الفرنسية
العلاقات الغيانية الفرنسية هي العلاقات الثنائية التي تجمع بين غيانا وفرنسا.

## مقارنة بين البلدين
هذه مقارنة عامة ومرجعية للدولتين:
| وجه المقارنة                                              | غيانا        | فرنسا                                                    |
| --------------------------------------------------------- | ------------ | -------------------------------------------------------- |
| المساحة (كم2)                                             | 214.97 ألف   | 643.80 ألف                                               |
| عدد السكان (نسمة)                                         | 777.86 ألف   | 67.12 مليون                                              |
| الكثافة السكانية (ن./كم²)                                 | 3.62         | 104.26                                                   |
| العاصمة                                                   | جورج تاون    | باريس                                                    |
| اللغة الرسمية                                             | لغة إنجليزية | لغة فرنسية                                               |
| العملة                                                    | دولار غياني  | يورو، فرنك س ف ب، فرنك فرنسي، Livre tournois ‏            |
| الناتج المحلي الإجمالي (بليون دولار)                      | 3.68 مليار   | 2.58 تريليون                                             |
| الناتج المحلي الإجمالي (تعادل القوة الشرائية) بليون دولار | 5.77 مليار   | 2.87 تريليون                                             |
| الناتج المحلي الإجمالي الاسمي للفرد دولار أمريكي          | 4.13 ألف     | 36.20 ألف                                                |
| الناتج المحلي الإجمالي للفرد دولار أمريكي                 |              | 39.33 ألف                                                |
| مؤشر التنمية البشرية                                      |              | 0.888                                                    |
| رمز المكالمات الدولي                                      | +592         | +33                                                      |
| رمز الإنترنت                                              | .gy          | .fr، .bzh ‏، .tf، .re، .wf، .yt، .pm، .paris              |
| المنطقة الزمنية                                           | 00           | أوروبا/باريس ‏، توقيت وسط أوروبا، توقيت وسط أوروبا الصيفي |

## منظمات دولية مشتركة
يشترك البلدان في عضوية مجموعة من المنظمات الدولية، منها:
| علم المنظمة | اسم المنظمة                               | تاريخ انضمام غيانا | تاريخ انضمام فرنسا |
| ----------- | ----------------------------------------- | ------------------ | ------------------ |
|             | مؤسسة التنمية الدولية                     | 4 يناير 1967       | 30 ديسمبر 1960     |
|             | يونسكو                                    | 21 مارس 1967       | 4 نوفمبر 1946      |
|             | وكالة ضمان الاستثمار متعدد الأطراف        | 18 يناير 1989      | 28 ديسمبر 1989     |
|             | الأمم المتحدة                             | 20 سبتمبر 1966     | 24 أكتوبر 1945     |
|             | الاتحاد البريدي العالمي                   | ?                  | ?                  |
|             | البنك الدولي للإنشاء والتعمير             | 26 سبتمبر 1966     | 27 ديسمبر 1945     |
|             | الاتحاد الدولي للاتصالات                  | 8 مارس 1967        | 1866               |
|             | منظمة حظر الأسلحة الكيميائية              | ?                  | ?                  |
|             | مؤسسة التمويل الدولية                     | 4 يناير 1967       | 20 يوليو 1956      |
|             | المركز الدولي لتسوية المنازعات الاستشارية | 10 أغسطس 1969      | 20 سبتمبر 1967     |
|             | منظمة التجارة العالمية                    | ?                  | 1995               |
|             | منظمة الشرطة الجنائية الدولية             | ?                  | ?                  |

## وصلات خارجية
- موقع وزارة الخارجية الغيانية
- موقع وزارة الخارجية الفرنسية